# Jacques Dextraze
Jacques Dextraze, né le 15 août 1919 et mort le 9 mai 1993, est un militaire canadien, chef d'état-major de la défense.

## Biographie
Né à Montréal, au Québec, fils de Jacques Dextraze et d'Amanda Bond, il se joint aux fusiliers Mont-Royal (FMR) en 1940 et est bientôt appelé au combat. Avec la 2e division d’infanterie canadienne, il arrive en Normandie durant le mois de juillet 1944. Commandant la compagnie A du FMR, il s'engage activement dans les combats pour la ferme Troteval contre des troupes SS aguerries. Dans la nuit du 31 juillet au 1er août 1944, il réussit avec sa compagnie, dans une opération de type commando, à enlever l'église de St-Martin-de-Fontenay à des éléments de la 9e Division Panzer SS, un fait d'armes encore étudié aujourd'hui dans les écoles militaires . Durant les engagements finaux de la campagne de Normandie, les 16 et 17 août 1944, le FMR prend Falaise au cours d'engagements violents contre les Jeunesses Hitlériennes de la 12e Division Panzer SS. Les 60 derniers SS se réfugient  dans une école et doivent être tués jusqu'au dernier ; les lance-flammes doivent même être employés. Seuls deux s’échappent, malgré une avalanche de coups de feu, ce qui fait dire à Dextraze que ses hommes ne savent pas tirer . 
Les Canadiens, en Normandie, ont constamment affronté les SS, surtout les 12e et 1re Panzer Division. À la suite des assassinats de l'Abbaye d'Ardennes et ceux qui suivirent, au cours desquels plus de 100 prisonniers canadiens furent tués par les SS, les Canadiens et les Allemands se livrent à des combats sans pitié. Dans le documentaire "The Valor and the Horror", Dextraze mentionne de manière très claire comment ses hommes, à la suite d'un engagement, forcèrent 85 prisonniers allemands à courir des kilomètres vers un camp de prisonniers pour ensuite les faire traverser une rivière à la nage ; presque tous se sont noyés. Après les faits, Dextraze n'a pu que constater les résultats : des dizaines de corps alignés sur la berge. Aucun de ses hommes n'a été poursuivi en cour martiale.  
Durant la campagne du Nord-Ouest de l'Europe, il reçoit le commandement de son régiment en action et il mérite l'ordre du service distingué à deux reprises (DSO with bar), en Normandie et durant la bataille de l'Escaut. En 1950, il est rappelé de sa carrière civile pour construire, former et commander le deuxième bataillon, le Royal 22e Régiment, le menant lors de la guerre de Corée. 
Son bataillon a gagné beaucoup d'estime pour sa défense vigoureuse de la colline 355, que les forces américaines avaient abandonnée sous les attaques répétées des Chinois, laissant les Vingt-Deux à découvert sur les deux flancs. Pendant 96 heures, la colline 355 passa tour à tour des mains des Américains à celles des Chinois mais le 22e, retranché à l'Est, entre les collines 355 et 227, résista, grâce notamment au soldat Léo Major. Au bout de quatre jours, les Chinois battent en retraite et les collines 355 et 227 reviennent aux mains des Nations unies.
En 1962, il est promu au rang de brigadier. En 1963, il devient le premier Canadien à être le chef d'état-major des forces de l'ONU au Congo et mérite l'ordre de l'Empire britannique pour ses services. En septembre 1967, il est promu au rang de major-général et lieutenant-général en décembre 1970. En 1972, il est promu au rang de général et devient le chef d'état-major des forces armées canadiennes pour une période inhabituelle de cinq ans.
Il prend sa retraite des Forces armées canadiennes en 1977 pour devenir, de 1977 à 1982, le président du Canadien National.
En 1978, il est fait compagnon de l'ordre du Canada. Il décède le 9 mai 1993. Il était l'époux de Frances Helena Pare et le père de quatre fils, Richard (membre du USMC, 3e division, tué au Vietnam en 1969, à 21 ans), Jacques, Robert et John.